# 1706 en science
| Années de la science : 1703 - 1704 - 1705 - 1706 - 1707 - 1708 - 1709    |
| Décennies de la science : 1670 - 1680 - 1690 - 1700 - 1710 - 1720 - 1730 |

Cet article présente les faits marquants de l'année 1706 en science.

## Événements
- Février : lettres patentes établissant la  Société royale des sciences de Montpellier. Elle se réunit le 12 mai pour observer une éclipse de Soleil, puis tous les jeudis à partir du 23 juin[1]. Elle tient sa première assemblée publique le 10 décembre en présence des États de la Province de Languedoc[2].
- 12 mai : éclipse totale de Soleil, observée à Montpellier par François de Plantade et Jean de Clapiès[3].

- Francis Hauksbee présente son « influence machine », qui produit de l'électricité statique[4].

## Publications
- William Jones : Synopsis Palmariorum Mathesios. Il propose d'utiliser le symbole π (la lettre grecque pi) pour représenter le rapport de la circonférence du cercle à son diamètre[5]. Il cite le travail de John Machin qui à partir d'une formule (qui porte aujourd'hui son nom), utilise un développement en série rapidement convergent et calcule le nombre π avec 100 décimales[6].

- Giovanni Battista Morgagni  : Adversaria anatomica[7], le premier tome d'une série dans laquelle il rapporte ses observations sur l'anatomie humaine.
- Début de la publication par Johann Jakob Scheuchzer à Zürich de sa Beschreibung der Naturgeschichten des Schweitzerlands, description de l'histoire naturelle et de la géologie de la Suisse[8].

## Naissances

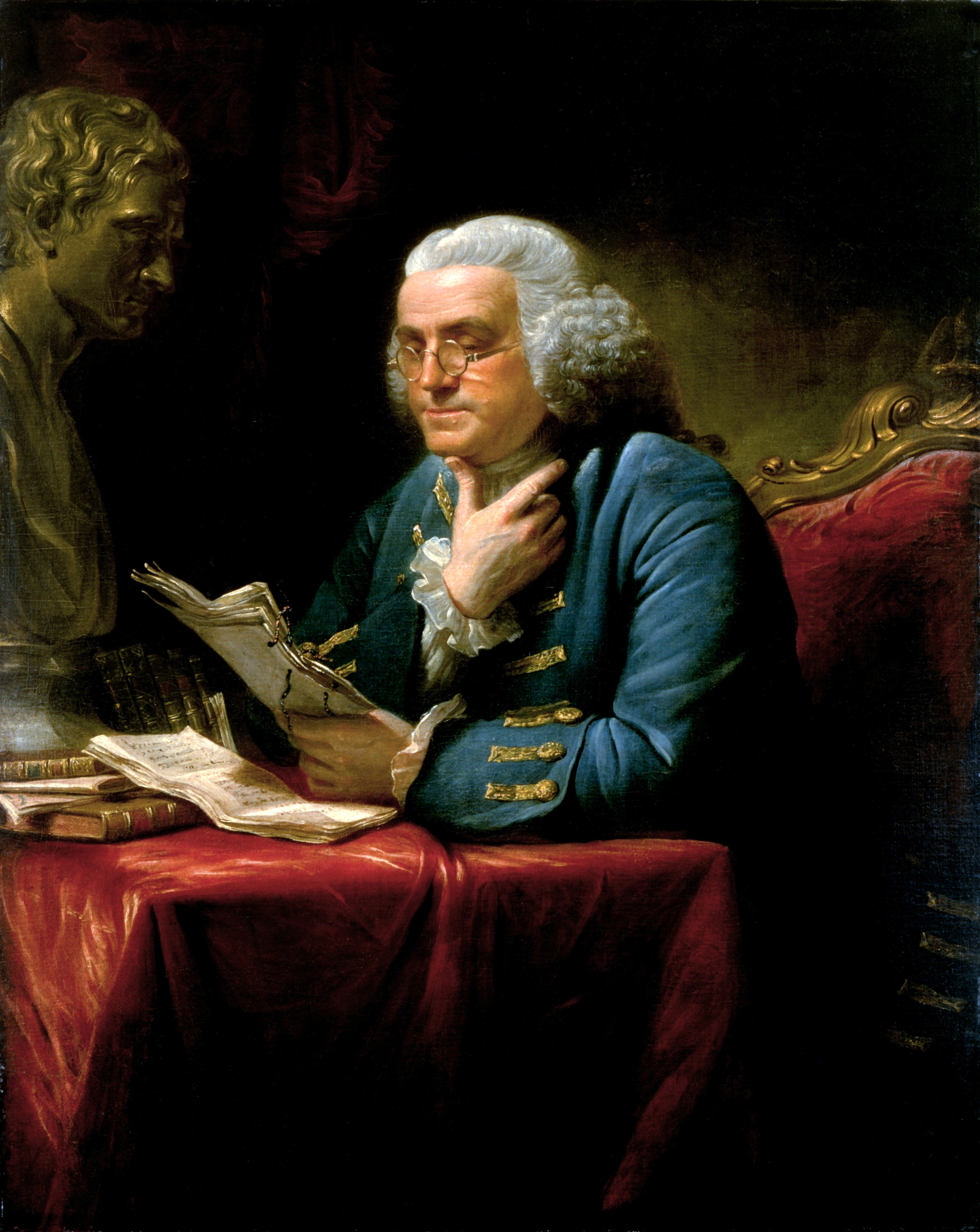
Benjamin Franklin

- 17 janvier : Benjamin Franklin (mort en 1790), scientifique et inventeur, connu pour ses expériences sur l’électricité.
- 28  janvier : John Baskerville (mort en 1775), imprimeur et inventeur anglais.
- 11 février : Nils Rosén von Rosenstein (mort en 1773), médecin, anatomiste et naturaliste suédois.
- 12 mai : François Boissier de Sauvages de Lacroix (mort en 1767), médecin et botaniste Français.
- 10 juin : John Dollond (mort en 1761), opticien anglais.
- 17 décembre : Émilie du Châtelet (morte en 1749),  mathématicienne et physicienne française.

- Giuseppe Asclepi (mort en 1776), jésuite, astronome et physicien italien.
- Edmé-Gilles Guyot (mort en 1786), cartographe, inventeur et mathématicien français.

## Décès
- 15 juin : Giorgio Baglivi (né en 1668), médecin italien.

- 6 août : Jean-Baptiste Du Hamel (né en 1624), homme de sciences, philosophe et théologien français.

- Jean Le Fèvre (né en 1652), astronome français.
- Jeanne Dumée, astronome française.